# Neufmanil
Neufmanil är en kommun i departementet Ardennes i regionen Grand Est (tidigare regionen Champagne-Ardenne) i nordöstra Frankrike. Kommunen ligger  i kantonen Nouzonville som ligger i arrondissementet Charleville-Mézières. År 2022 hade Neufmanil 988 invånare.

## Befolkningsutveckling
Antalet invånare i kommunen Neufmanil
Referens: INSEE